# Еурибија
Еурибија (грч. Εὐρυβία, Εὐρυβίη) је у грчкој митологији била морско божанство.

## Митологија
Била је кћерка Геје и Понта, а њен муж је био титан Криј, коме је родила Астреја, Перса и Паланта. Њено име значи „велика сила (моћ)“ и изгледа као да је господарила посредним утицајима на поморство. У прилог томе говоре и њени унуци; ветрови који су значајни за пловидбу, звезде битне за навигацију, а Ника, Бија, Кратос и Зелос персонификују поморску надмоћ.

## Друге личности
Помињу се још две личности са овим именом, од којих је једна кћерка краља Теспија.

## Биологија
Латински назив ове личности (Eurybia) је назив подрода у оквиру рода биљака Aster.
Постоји и род лептира са овим називом.